# Eckhard Frick
Eckhard Frick SJ (* 1955 in Bad Nauheim) ist ein deutscher approbierter Arzt, Psychiater, Psychoanalytiker, Psychodramatiker, Hochschullehrer und Jesuitenpater.

## Leben
Eckhard Frick studierte von 1974 bis 1981 Medizin, Philosophie und Theologie an der Universität Freiburg, an der Westfälischen Wilhelms-Universität in Münster und in Dijon und erhielt 1981 seine Approbation als Arzt. 1982 promovierte er an der Westfälischen Wilhelms-Universität mit einer Dissertation über Lithiumprophylaxe und Medikationsverhalten. Es folgte eine Weiterbildung an Universitätskliniken in Paris. 1987 wurde er Facharzt für Psychiatrie. Nach Psychoanalytischer Ausbildung und Ausbildung zum Psychodramatiker wurde er 1997 Facharzt für Psychotherapeutische Medizin.
1986 trat er dem Jesuitenorden bei und absolvierte die ordensüblichen Studien an der Hochschule für Philosophie München und der Leopold-Franzens-Universität in Innsbruck. 1992 empfing er die Priesterweihe.
Von 1991 bis 1993 arbeitete er an einer Beratungsstelle für Suizidgefährdete in München. 1995 Abschluss der Psychoanalytischen Ausbildung in der Münchner Arbeitsgemeinschaft für Psychoanalyse und im C.G. Jung-Institut, München. 1997 folgte der Abschluss der Ausbildung zum Psychodramatiker und zum Facharzt für Psychotherapeutische Medizin. 1999 bis 2007 arbeitete Frick in der Abteilung für Psychotherapie und Psychosomatik am Klinikum der Universität München.
2000 bis 2007 leitete Frick gemeinsam mit Dr. Irmgard Bumeder das von der Deutschen José-Carreras-Leukämie-Stiftung geförderte Drittmittel-Projekt „Lebensqualität nach autologer Stammzell-Transplantation“ an der Medizinischen Klinik Innenstadt der Ludwig-Maximilians-Universität München.
2003 wurde er zum Dozenten an der Hochschule für Philosophie München ernannt. 2007 folgte die Habilitation für das Fach Psychosomatische Medizin und Psychotherapie an der Medizinischen Fakultät der Ludwig-Maximilians-Universität München und 2008 die Ernennung zum Professor an der Hochschule für Philosophie München.
Von 2007 bis 2013 leitete er die Jesuiten-Kommunität „Alberto Hurtado“ in München.
Die Ludwig-Maximilians-Universität (LMU) in München berief Eckhard Frick zusammen mit Traugott Roser 2010 auf eine Professur für die neue medizinische Disziplin Spiritual Care. Diese Professur widmete sich der Spirituellen Komponente von Palliative Care, also den existenziellen und spirituellen Fragen in der Begleitung schwerstkranker und sterbender Patienten und ihrer Familien, wie auch denen des medizinischen und pflegerischen Personals. Sie wurde als erste ihrer Art in Deutschland an der LMU vom Stifterverband für die Deutsche Wissenschaft bewilligt und war an der Medizinischen Fakultät in Kooperation mit der Evangelisch-Theologischen und der Katholisch-Theologischen Fakultät eingerichtet. Nach Rosers Wechsel 2013 an die Universität Münster wurde seine halbe Stelle mit Niels Christian Hvidt besetzt. Die auf fünf Jahre befristete Stiftungsprofessur lief am 31. Mai 2015 aus.
Seit 2015 leitet Eckhard Frick die Forschungsstelle Spiritual Care an der Klinik für Psychosomatische Medizin und Psychotherapie, Klinikum rechts der Isar der Technischen Universität München. Seit 2022 ist diese Forschungsstelle erneut eine Stiftungsprofessur.
Frick ist Redaktionsmitglied der Zeitschrift Analytische Psychologie und Gutachter für verschiedene internationale medizinische Zeitschriften. Er leitete die Forschungsgruppe, die von 2012 bis 2014 die Studie Sorge für die Seelsorgenden erstellte (2015 veröffentlicht). Zudem ist Frick Editor-in-Chief der Spiritual Care – Zeitschrift für Spiritualität in den Gesundheitsberufen, gemeinsam mit Simon Peng-Keller, der Zeitschrift der von Frick gegründeten Internationalen Gesellschaft für Gesundheit und Spiritualität (siehe "Verein").

## Verein
2011 gründete Frick mit anderen die Internationale Gesellschaft für Gesundheit und Spiritualität (IGGS), einen gemeinnützigen Verein zur Förderung von Forschung, Lehre und Implementierung von Spiritual Care in allen Bereichen des Gesundheitswesens, Medizin, Pflege und sonstige Gesundheitsberufe, soziale Arbeit, Krankenhausseelsorge Kunst- und Musiktherapie, sowie Psychotherapie. Zweck des international tätigen Vereins ist die wissenschaftliche Erforschung der Spiritualität in allen Bereichen des Gesundheitswesens, die Förderung der diesbezüglichen Aus-, Fort- und Weiterbildung sowie die Veröffentlichung der wissenschaftlichen Zeitschrift „Spiritual Care“ im Verlag Walter de Gruyter. Editor-in-Chief sind Eckhard Frick und Simon Peng-Keller, Herausgeber sind bzw. waren unter anderem Arndt Büssing, Traugott Roser, Michael Utsch und Christian Zwingmann.
Die Arbeit der Gesellschaft umfasst: Wissenschaftlich-fachliche Kooperation mit allen Leistungserbringern und sonstigen Institutionen im Gesundheitswesen (Krankenpflege, Medizin, Therapeuten, Seelsorge, Soziale Arbeit u. a.) und Erforschung der europäischen und deutschsprachigen Besonderheiten von Spiritualität mit dem Ziel, das Thema „Spiritualität“ (nicht: Esoterik) im Gesundheitswesen zu verankern. Weiterer Zweck ist die Förderung der interdisziplinären Verbreitung des Interesses an der Themenstellung über den Bereich von Palliative Care hinaus in Bezug auf alle kritische Lebenssituationen (Chronifizierung, schwere Erkrankung, Behinderung, sowie Akutereignisse, die den Lebensentwurf in Frage stellen). 
Auch die Auseinandersetzung mit ethischen Fragestellungen, die mit der Behandlung von Patienten verknüpft sind, und die Vernetzung bestehender Institutionen und Initiativen sowie Aufbau eines nationalen und internationalen Netzwerks zum Austausch von Informationen und Kenntnissen gehört zum Vereinszweck. Darüber hinaus sind zu nennen: Wissenschaftliche Untersuchungen, die sich dem Anliegen von Spiritual Care widmen; fachliche und wissenschaftliche Beratung und Unterstützung der im deutschsprachigen Bereich tätigen Ärztinnen und Ärzte, Pflegenden und Vertreter weiterer Berufsgruppen, auch im Verhältnis zu öffentlich-rechtlichen Körperschaften, Kostenträgern, Politik und Öffentlichkeit; Völkerverständigung, interreligiöser und interkultureller Dialog.

## Schriften (Auswahl)

### Bücher
- Wer ist schuld? Das Problem der Kausalität in Psychiatrie und Psychoanalyse. eine Untersuchung zu Martin Heideggers Zollikoner Seminaren. Olms, Hildesheim 1993.
- Menschliche Begleitung und Krisenintervention im Rettungsdienst. Ein Handbuch für Ausbildung und Praxis, gemeinsam mit Bernd Fertig, Hanjo von Wietersheim, Edewecht 1996, ISBN 978-3-923124-44-2.
- Psychoonkologie. Empfehlungen zur Diagnostik, Therapie und Nachsorge, zusammen mit Almuth Sellschopp, Martin J. Fegg u. a., Zuckschwerdt, München 2005, ISBN 978-3-88603-870-1.
- Spiritualität und Medizin. Gemeinsame Sorge für den kranken Menschen (= Münchener Reihe Palliative Care. Band 4), gemeinsam mit Traugott Roser, Kohlhammer, Stuttgart 2009; 2., aktualisierte Auflage 2011, ISBN 978-3-17-021875-8.
- Den Abschied vom Leben verstehen. Psychoanalyse und Palliative Care, gemeinsam mit Ralf T. Vogel, Kohlhammer, Stuttgart 2012, ISBN 978-3-17-022125-3.
- Einführung in die Psychosomatik und Psychotherapie. Ein Arbeitsbuch für Unterricht und Eigenstudium, gemeinsam mit Michael Ermann, Christian Kinzel und Otmar Seidl, 3. Auflage, Kohlhammer, Stuttgart 2014, ISBN 978-3-17-026374-1.
- Psychosomatische Anthropologie. Ein Lehr- und Arbeitsbuch für Unterricht und Studium, unter Mitarbeit von Karald Gründel, 2. überarb. u. erw. Aufl., Kohlhammer, Stuttgart 2015, ISBN 978-3-17-023036-1.
- Gerufen oder nicht gerufen? Spiritualität in der Analytischen Psychologie, 1. Auflage, Kohlhammer, Stuttgart 2024. ISBN 978-3-17-042128-8.

### Beiträge in Sammelwerken
- Zur Bedeutung der Spiritualität von Patienten und Betreuern in der Onkologie, mit S. Weber In: Almuth Sellschopp et al. (Hrsg.): Manual Psychoonkologie. Zuckschwerdt, München 2002, S. 106–109.
- Religiosität in der klinischen Praxis. Therapeuten berichten. In: Michael Utsch (Hrsg.): Religiöse Fragen in der Psychotherapie. Psychologische Zugänge zu Religiosität und Spiritualität. Kohlhammer, Stuttgart 2005, S. 265–267.
- Helfen Spiritualität und Psychotherapie bei der Bewältigung schwerer Krankheit? In: Michael Seitlinger (Hrsg.): Was heilt uns? Zwischen Spiritualität und Therapie. Herder, Freiburg im Breisgau 2006, S. 85–96.
- Spiritual Care in der Psychosomatischen Anthropologie. In: Eckhard Frick, Traugott Roser (Hrsg.): Spiritualität und Medizin. Gemeinsame Sorge für den kranken Menschen (= Münchener Reihe Palliative Care. Band 4). Kohlhammer, Stuttgart 2009, ISBN 978-3-17-020574-1, S. 102–108.
- mit Thomas Hagen: Rituale, Zeichen und Symbole, in: Eckhard Frick, Traugott Roser (Hrsg.): Spiritualität und Medizin. Gemeinsame Sorge für den kranken Menschen (= Münchener Reihe Palliative Care. Band 4). Kohlhammer, Stuttgart 2009, ISBN 978-3-17-020574-1, S. 280–287.

### Artikel
- Glauben ist keine Wunderdroge. Hilft Spiritualität bei der Bewältigung schwerer Krankheit? In: Herder-Korrespondenz. Bd. 56 (2002), H. 1, S. 41–46 (PDF (Seite nicht mehr abrufbar, festgestellt im Februar 2018. Suche in Webarchiven)).
- https://hfph.de/hochschule/lehrende/prof-dr-med-eckhard-frick-sj/orginalarbeiten
- https://hfph.de/hochschule/lehrende/prof-dr-med-eckhard-frick-sj/spiritual-care

### Weitere
- Gemeinsame Sorge um existenzielle und spirituelle Ressourcen – eine Handreichung. Redaktion: Eckhard Frick (EF), Elisabeth Linseisen, Ulrike Streck-Plath. Zeichnungen: Ulrike Streck-Plath. Herausgeber: Hochschule für Philosophie München und Professur für Spiritual Care und psychosomatische Gesundheit (Klinikum rechts der Isar der TU München), 1. Ausgabe, Januar 2023.[11]